# Sicardo de Lordat
Sicardo de Lordat foi um arquiteto do século XIV do condado de Foix na França, que trabalhou para Gastão III Febo. Ele se destacou principalmente por trabalhar com tijolo, material barato e que permitia construção mais rápida.